# Total War
Total War (Guerra total, en español) es una saga de videojuegos desarrollada por la casa británica The Creative Assembly. La dinámica de estos videojuegos consiste en combinar estrategia por turnos y tácticas de batalla en tiempo real, además de la animación de las batallas. También se caracteriza por sus altas características técnicas, contando con algunas de las entregas más exigentes a nivel de hardware, y contiene un mapa táctico donde puedes crear tus tropas y colonizar ciudades.
La serie se ha hecho notable por ser la primera en destacar el control sobre unidades muy grandes sin muchas dificultades, sin que ello imposibilite aplicar tácticas variables. Tampoco se debe olvidar que, para tratarse de videojuegos, tienen un buen rigor histórico. Es por esto que los aficionados de la serie han ido creando mods para aumentar ese rigor y corregir errores como, por ejemplo, los famosos "guerreros toros" de la versión "Rome: Total War".
La saga celebró su "15.º Aniversario" durante el año 2015 con varios eventos, videos recopilatorios, invitaciones a la Beta de "Total War: Arena" y el anuncio de "Total War: Warhammer".

## Títulos de la saga Total War

### Shogun: Total War
Shogun: Total War (2000, Electronic Arts) se desarrolla en el Japón feudal. Es considerado por los fanes más acérrimos como el original y más puro juego Total War con un gusto único proveniente de su trasfondo cultural, que es muy diferente de los más familiares trasfondos Occidentales de otros juegos Total War. En el mundo de multijugador, la imitación hecha por los clanes y los jugadores de Shogun es incomparable a cualquier otro juego de la serie.
- The Mongol Invasion (2001, Electronic Arts) expansión del anterior, fue lanzado con el original en la Warlord Edition

### Medieval: Total War
Medieval: Total War (2002, Activision) se desarrolla en la Europa medieval. En el mundo de multijugador Medieval es probablemente la más completa y balanceada versión Total War de toda la serie. Shogun es más rápido y posiblemente requiere más habilidades por parte del jugador, mientras MTW/VI añadió nuevos elementos apasionantes a las batallas en línea.
- Viking Invasion (2003, Activision) expansión del anterior, el paquete combinado de ambos se conoce como Battle Collection

### Rome: Total War
Rome: Total War (2004, Activision) Es probablemente la entrega más querida de la saga Total War por la gran mayoría de los fanes. Supuso un éxito increíble para la franquicia, y hasta el día de hoy es jugado por gran cantidad de usuarios. Se desarrolla en la época de la República Romana de Europa. Esta entrega dio lugar a una gran cantidad de mods de todo tipo de épocas y géneros. Fue lanzado el 22 de septiembre. 
- Rome Total War: Barbarian Invasion (2005, Sega) expansión del anterior, basada en las invasiones de los pueblos bárbaros un Imperio Romano dividido y en decadencia. Fue lanzada combinando el juego original Rome Total War y el paquete Barbarian Invasion con todos los parches del juego en un DVD (Rome total war: Gold Edition), a diferencia de los tres CD-ROM del juego original, aunque una versión de CD-ROM (4 CD en total) también fue producida para aquellos sin unidades de disco DVD.
- Rome Total War: Alexander (2006, Sega) una segunda expansión del anterior. Lleva al jugador a una época anterior al juego original, trasladándolos a la subida al trono de Alejandro III de Macedonia, mayormente conocido como Alejandro Magno y su posterior conquista del Imperio Persa. El mapa de campaña se traslada desde los Balcanes hasta la India. Fue anunciada para el 10 de mayo, y lanzada el 19 de junio como una descarga, y acto seguido comercializada.

### Medieval II: Total War
Medieval II: Total War (2006, Sega) una segunda parte de Medieval, fue lanzada el 5 de mayo de 2006. Este juego incluye caracteres mucho más detallados y rasgos dramáticos como el descubrimiento del Nuevo Mundo (las Américas) y las invasiones Timuridas y Mongolas.
- Medieval II: Total War: Kingdoms (2007, Sega) expansión del anterior, fue anunciada para el 30 de marzo. Salió a la venta el 3 de septiembre de 2007. Se trata de Expansiones ambientadas en La Guerra de las Américas, Las Cruzadas, Guerras Teutónicas y la Guerra De Britania

### Empire: Total War
Empire: Total War está ambientado en el siglo XVIII, un período turbulento, lleno de conflictos globales, fervor revolucionario y avances tecnológicos. Trata temas como la Revolución Industrial, la lucha de las Trece Colonias por la Independencia cuya campaña está dividida en varios capítulos y sirve de tutorial de campaña, la disputas comerciales con el este, y la globalización de la guerra en la tierra y el mar.
Empire: Total War es el primer juego de la saga Total War que incorpora combate naval. Permite dirigir flotas o barcos individuales en escenarios con unos efectos de agua y meteorológicos de gran realismo. Los combates navales permiten tanto el cañoneo a distancia como el abordaje.
La pólvora será la protagonista indiscutible en las batallas del Empire, pues la mayoría de las nuevas unidades combatirán con armas de fuego, lo que supone el cambio de sistema de combate más importante en toda la saga Total War.
También incorpora mejoras en el mapa de campaña, los consejeros o la interfaz.
La campaña comienza en 1700, la era de las guerras con océanos de por medio, la revolución y la fundación de los Estados Unidos.
ºThe Warpath Campaign: Un mapa más detallado de la Campaña de América del Norte, con regiones nuevas y una fecha de comienzo nueva. Con 5 facciones nuevas a una guerra épica para defender sus territorios y expulsar a los invasores
Además, los fanes crearon un mod que permite controlar a las naciones menores en el juego llamado "Minor Factions Revenge".

### Napoleon Total War
En este juego controlas al general y emperador francés Napoleón Bonaparte, o si lo prefieres a alguno de los países que protagonizan esta guerra. Lanzado al mercado en febrero de 2010, esta nueva entrega de la saga supone una especie de "expansión independiente" del Empire, pero es un juego aparte, y no se necesita tener el Empire para instalarlo. El juego se ubica temporalmente en las campañas históricas de la Francia napoleónica, particularmente en aquellas que fueron comandadas por Napoleón en persona, permitiendo, como en los títulos anteriores, jugar campañas imperiales de estrategia por turnos combinadas con batallas tácticas en tiempo real. 
En el modo de juego para un solo jugador el Napoleón Total War ofrece tres mapas de campaña independientes: Italia, Egipto y Europa, en los cuales el jugador deberá revivir las campañas históricas peleadas por el "Gran Corso" en la vida real. Sobre esto, es interesante señalar que los turnos son más cortos temporalmente, ya que las campañas son mucho más rápidas, tal como ocurrió históricamente. Además, se ofrece la posibilidad de pelear batallas históricas (como en las entregas anteriores) sumadas a una serie de batallas de asedio predefinidas y un editor que permite jugar batallas personalizadas. En el modo multijugador se pueden jugar las campañas imperiales, así como también las batallas históricas, los asedios y las personalizadas. Al igual que ocurre en Empire, se pueden jugar los combates navales. Por su cercanía histórica con el Empire, el sistema de combate es casi idéntico, no obstante se han añadido algunas mejoras gráficas, sobre todo en lo referente a la ambientación y las animaciones del combate.
Los fanes, por su parte, desarrollaron un mod para esta entrega llamado "The Great War", el cual se desarrolla en la Primera Guerra Mundial.

### Total War: Shogun 2
El 3 de junio de 2010, Sega publicó en su sitio oficial el primer tráiler de su nuevo juego "Shogun 2 total War", celebrando así los 10 años que han pasado desde el lanzamiento del juego que inició la saga. En el tráiler se puede ver a un daimyo samurái durante el período de guerras Onin (Período Sengoku) en el que se ambientará el juego. El antiguo shogunato (imperio del shogun) ha caído y ahora diversos daimyos (o jefes de clanes rivales) se disputan el control de Japón. El objetivo del juego es precisamente convertirse en el nuevo shogun de Japón, derrotando a los otros daimyos y unificando las regiones en guerra.
El juego salió a la venta el 15 de marzo de 2011.
Junto a su expansión Fall of the Samurai (La caída de los Samuráis) esta entrega ha sido hasta el momento la más exitosa de Total War, superando por mucho a su última entrega Rome II, gracias a su sistema On-Line Multijugador que le permite hasta a 8 personas jugar una batalla en equipos de a 4, además de la campaña en el mapa de conquista que permite los modos Coop vs AI y PvP, la campaña solo puede iniciar con 2 jugadores humanos los cuales pueden ser enemigos contra la AI o pueden ser aliados contra la AI para finalmente disputarse Japón entre ellos al exterminar a la AI.
A pesar de que Rome II cuenta con mejoras significativas en gráficos, jugabilidad y demás, Shogun 2 prevalece gracias a su historia y relevante gusto de los jugadores hacia la cultura Japonesa en la época del shogunato.
Entre los tipos de unidades se pueden encontrar guerreros de Espada (Samurái), guerreros de lanza (Ashigaru), además de Arqueros, Caballería y Equipo de asedio.
El juego cuenta con modos de juego tanto individual como en línea que comprenden:
Batalla Terrestre: una batalla en un mapa seleccionado, simplemente seleccionas tus unidades y luchas contra tu enemigo hasta eliminar todas sus unidades o hacerlas huir del campo de batalla.
Batalla de Asedio: habrá un equipo defensor y un equipo atacante, el objetivo del defensor es "defender" el castillo o población, mientras que el atacante deberá capturarlo.
Batalla Naval: una batalla en el mar, con unidades navales, barcos pesados, atalayas de arqueros, entre otros.
Mapa de campaña: un gigantesco mapa de campaña que contiene diversas poblaciones de las islas de Japón, cada una con su ciudad principal, en este mapa de estrategia se juega por turnos, cada jugador debe administrar la economía, las tropas, los generales, el desarrollo y expansión de su Clan. A diferencia de las batallas normales, en este mapa se pueden jugar todos los tipos de batalla del Shogun 2, dependiendo del lugar donde se encuentren los ejércitos en el mapa de campaña.
- Shogun 2: La Caída De Los Samuráis: expansión independiente del Shogun 2, ahora ambientado en el Japón del siglo XIX, la Revolución Industrial ha llegado al país del sol naciente, la guerra esta ahora definida por la pólvora, los barcos a vapor y maravillas tecnológicas como las ametralladoras. Ahora deberás elegir entre las antiguas tradiciones, la espada, el arco y la vela o la modernización e industrialización, el fusil, el cañón y el vapor.

El juego salió a la venta el 23 de marzo de 2012.
Cuenta con los mismos modos de juego del Shogun 2, además de mejoras en unidades, nuevas tropas, nuevos clanes, y más variedad en los mapas, junto con este expansión Total War lanzó un editor de mapas, para que los jugadores puedan crear sus propios mapas de batalla.

### Total War: Rome II
Esta segunda edición, una de las entregas más esperadas de la serie Total War, fue anunciada en julio de 2012 y lanzada a finales de agosto y principios de septiembre de 2013. Incluyó, entre otras cosas, un nuevo motor gráfico, mejoras en la IA e innovaciones como desembarcos anfibios en tiempo real, lo que permitió invasiones marítimas directamente a ciudades o fortalezas.
Packs de Campaña
- César en la Galia: Es la primera campaña aparte del Rome 2: Total War, está centrado en las campañas de Julio César en la Galia, además de una nueva campaña añade tres facciones jugables a: Los Nervios, Los Boyos y Galacia. Toda la campaña transcurre en la actual Francia.

- Aníbal a las Puertas: Fue la segunda campaña aparte del Rome 2: Total War, está centrado en el Mediterráneo durante la segunda guerra púnica, además añade tres facciones jugables: Arévaco, Lusitanos y Siracusa y Cartago recibe algunas unidades nuevas como la balista de vasijas con serpientes.

- Imperator Augusto: Esta fue la tercera campaña aparte del Rome 2: Total War, está centrado en La Cuarta Guerra Civil Romana entre Marco Antonio, Octavio y Lepido, cerca del final de La República Romana. Añade a Armenia como facción jugable.

- La Ira de Esparta: Esta fue la cuarta campaña aparte del Rome 2: Total War, está centrada en La guerra del Peloponeso. Añade como facciones jugables solo durante la campaña a La Liga Beocia y Corinto.

- Imperio Dividido: Esta fue la quinta campaña aparte del Rome 2: Total War, está centrada en la crisis del siglo III, donde una serie de emperadores y usurpadores, cegados por el poder y la ineptitud, llevaron al imperio al borde del colapso total de su economía.

- Auge de la República: Esta fue la sexta y última campaña aparte del Rome 2: Total War, está centrada en el período temprano de la república romana (400 a. C. en adelante) con la península itáliaca como escenario principal y una pequeña parte del norte de África. Además de Roma, se puede jugar otras facciones etruscas, griegas o bárbaras. A partir de este pack, el juego renueva el sistema de política y personajes o familiares en todas las campañas (excepto "Cesar en la Galia"), siendo más inmerso y mucho más difícil de mantener el orden o la influencia política que en la versión anterior.

Packs de Culturas
- Ciudades Estado Griegas: Añade como facciones jugables a Atenas, Esparta y Epiro.
- Tribus Nómadas: Añade como facciones jugables a los Roxolanos, Masagetas y a los Escitas.
- Piratas y Saqueadores: Añade como facciones jugables a los Ardiaeos, El Reino Odrisio y a Tylis.
- Colonias del Mar Negro: Añade como facciones jugables a Cimeria, Cólquida y Pérgamo.

### Total War: Attila
Este juego disponible desde el 17 de febrero de 2015 implementa una "atmósfera apocalíptica" con un tiempo hostil, y luz y brillo oscuro, según sus desarrolladores en la Exposición de Londres del pasado 25 de septiembre de 2014. Es el noveno juego independiente en la serie Total War y ha sido lanzado únicamente para Microsoft Windows. 
El juego está ambientado en el año 395 d. C., en el final de la Edad Clásica y cuenta con las siguientes facciones:
- El Imperio Romano de Oriente
- El Imperio Romano de Occidente
- Los visigodos
- Los ostrogodos
- Los francos
- Los alanos
- Los vándalos
- Los sajones
- Los sasánidas
- Los hunos
- Los hunos blancos
- Los jutos (expansión)
- Los gautas (expansión)
- Los danos (expansión)
- Los lombardos (expansión)
- Los alamanes (expansión)
- Los burgundios (expansión)
- Los pictos (expansión)
- Los caledonios (expansión)
- Los eblanis (expansión)
- Los aksumitas (expansión)
- Los himyaritas (expansión)
- Los tanúkhidas (expansión)

Expansiones
Cuenta con los siguientes DLC:
- Viking Forefathers Culture Pack[1] que incluirá a los daneses, jutos y gautas.
- Longbeards Culture Pack,[2] en el cual están disponibles los lombardos, los alamanes y los burgundios.
- Celtic Culture Pack,[3] en el cual están disponibles los pictos, los caledonios y los eblani.
- Blood and Burning,[4] añade al juego efectos de chorros de sangre, decapitaciones, mutilaciones de miembros, destripamientos y muchos otros efectos que añaden gran realismo al juego.
- The Last Roman Campaign Pack,[5] es una campaña adicional a la original, que añade cinco facciones con nuevas unidades y mapas exclusivos.
- Empires of Sand Culture Pack,[6] añade tres nuevas facciones jugables (Aksum, Himyar y los tanúkhidas con nuevas y únicas unidades) y una nueva religión.

Además de una expansión:
- Época de Carlomagno Campaign Pack,[7] es la mayor expansión de Total War: ATTILA hasta la fecha. Llega con un nuevo mapa de campaña resplandeciente de estilo medieval centrado en la Europa de Carlomagno en el año 768 d. C.

### Total War: Arena
Es un juego de estrategia en fase de desarrollo por The Creative Assembly. Según los desarrolladores, Total War: ARENA es un nuevo juego free to play (gratis), siendo el primer título de la serie que tiene este modelo. Se centrará exclusivamente en el modo multijugador en línea, elementos de estrategia en tiempo real. El juego contará con 10 vs 10 en batallas, y los jugadores contaran con 3 unidades, cada una conteniendo hasta 500 hombres.
El 22 de noviembre de 2018 anunciaron el cese de actividad para febrero de 2019, fecha en la que el juego podrá ser jugado por última vez.

### Total War: Warhammer
Es un nuevo juego de estrategia basado en el juego de mesa Warhammer Fantasy Battle. Salió a la venta el 24 de mayo de 2016, aunque meses antes CA decidió retrasar la salida del juego a fin de posibilitar en todo lo posible mejoras. Gracias a la inmensa cantidad de reservas en abril de 2016 se aupó hasta el cuarto puesto de ventas en Steam. Posee dos modos de juego; de un jugador, y multijugador que puede ser 1vs1, 2vs2 o 3vs3 y además de estos, cuenta con un modo único de esta entrega que es el modo cooperativo en el cual dos o más amigos pueden jugar la campaña juntos, eligiendo facciones diferentes y luchando por la supremacía, bien como aliados o bien como enemigos. Hay siete facciones jugables: el Imperio, los Enanos, los Pieles Verdes (orcos y goblins), los Condes Vampiros (no muertos), los Guerreros del Caos (introducidos en el primer DLC), los Hombres Bestia (introducidos en el segundo DLC), los Elfos Silvanos (introducidos en un DLC), Bretonia (introducidos en un DLC) y Norsca (quinto DLC).

### Total War: Warhammer II
Es la secuela del Total War: Warhammer, y al igual que este, está basado en el juego de mesa Warhammer Fantasy Battle. Salió a la venta el 28 de septiembre de 2017. El juego cuenta con 4 razas anunciadas (Altos Elfos, Hombres Lagartos, Skavens y Elfos Oscuros) y contendrá 4 nuevos continentes (Ulthuan, Naggaroth, las Tierras del Sur y Lustria). Posee tres DLC de momento. Gracias al primero, Imperios mortales, la campaña de este segundo es perfectamente compatible con la del primero, es decir, si el usuario ha comprado los dos juegos, se pueden jugar en un solo mapa, con todas las facciones de estos juntas. El segundo, Sangre para el Dios sangriento, añade efectos sangrientos al juego, lo cual lo hace más realista. La tercera expansión, Rise of the Tomb Kings, añade la nueva facción de los Reyes Funerarios, con cuatro señores legendarios, a salir el 23 de enero.

### Total War Saga: Thrones of Britannia
Total War Saga: Thrones of Britannia fue lanzado el 3 de mayo de 2018. El juego se desarrolla en el 878 d. C., luego de la muerte de Ragnar Lodbrok y la subsiguiente invasión vikinga de las islas británicas por parte del Gran ejército pagano. El juego se centra en los reinos que compiten por el poder de las islas. Las facciones jugables pueden ser los inglesas, galesas, gaélicas, o pueden ser parte del gran ejército vikingo o los reyes marinos vikingos. El juego usa el mismo motor que el Attila, y las batallas ofrecen poco en cuanto a contenido nuevo. Sin embargo, a pesar de que las batallas se juegan igual, se ven muy diferentes. Hay mucha más diversidad de mapas, y los mapas de asedio se juegan de una manera similar al Medieval 2, en lugar de la mayoría de los títulos históricos más nuevos. Las campañas son muy diferentes de la mayoría de los otros títulos. Combinan el aspecto de los títulos más nuevos, junto con el estilo de campaña del Empire Total War. Este ofrece un tipo de campaña nunca antes visto.

### Total War: Three Kingdoms
Three Kingdoms fue lanzado el 23 de mayo de 2019 y lleva a la serie Total War a nuevas tierras en China durante el gobierno de la dinastía Han en 190 d. C., donde el niño Emperador Xian de Han es colocado en el trono como un gobernante títere por su regente Dong Zhuo, quien posee el poder real. El juego se centra en los héroes que lucharán contra la tiranía, pero cuyas ambiciones pueden romper su frágil alianza y dividir a China antes del surgimiento del período de los Tres Reinos. El juego está basado en la novela china antigua, Romance de los Tres Reinos. Los jugadores pueden elegir jugar tantos señores de la guerra como Lu Bu, Zhang Fei y muchos más. Los gráficos son diferentes en comparación con juegos recientes como Rome 2: Total War. Hay un nuevo sistema de batalla que permite al jugador seleccionar Records, una forma más realista o Romance, una forma más divertida y creativa de jugar. En Romance, los jugadores pueden controlar a sus señores de la guerra, que ahora tienen habilidades especiales. La campaña también ha cambiado. Actualmente hay tres DLC disponibles en Steam Store.

### Total War Saga: Troy
Total War Saga: Troy fue lanzado el 13 de agosto de 2020, originalmente como una exclusiva de un año para la Epic Games Store. El juego se desarrolla en la edad de bronce, específicamente en la guerra de Troya, y se inspira fuertemente en la Ilíada de Homero y la mitología griega. Los jugadores pueden elegir entre varias facciones, como las fuerzas griegas lideradas por Agamenón y Aquiles, o los troyanos liderados por Héctor y Paris. Introduce una mecánica de recursos basada en cinco tipos principales: comida, madera, piedra, bronce y oro. Actualmente hay seis DLC disponibles.

### Total War: Warhammer III
Total War: Warhmmer III fue lanzado el 17 de febrero de 2022.

### Total War: Pharaoh
Total War: Pharaoh fue lanzado el 11 de octubre de 2023